# Phylloscartes superciliaris
El  orejerito cejirrufo (Phylloscartes superciliaris) también denominado tiranuelo de visera (en Colombia), mosquerito cejirrufo (en Costa Rica y Panamá), moscareta de ceja rufa (en Perú), tiranolete cejirrufo (en Ecuador), atrapamoscas frentirrufo (en Venezuela) o atrapamoscas de cejas rufas es una especie de ave paseriforme de la familia Tyrannidae, perteneciente al  numeroso género Phylloscartes. Es nativo de América Central y del Sur.

## Distribución y hábitat
Las tres subespecies se distribuyen de forma dijunta y puntual respectivamente en las montañas boscosas de Costa Rica y oeste de Panamá; en el este de Panamá (Darién) y región del Chocó adyacente en Colombia; y muy localmente en el noroeste de Venezuela y en los faldeos orientales del sureste de Ecuador, y extremo norte del Perú.
Esta especie es considerada poco coún y muy local en sus hábitats naturalesel: el dosel de bosques montanos bajos, principalmente entre los 1300 y los 2000 m de altitud.

## Sistemática

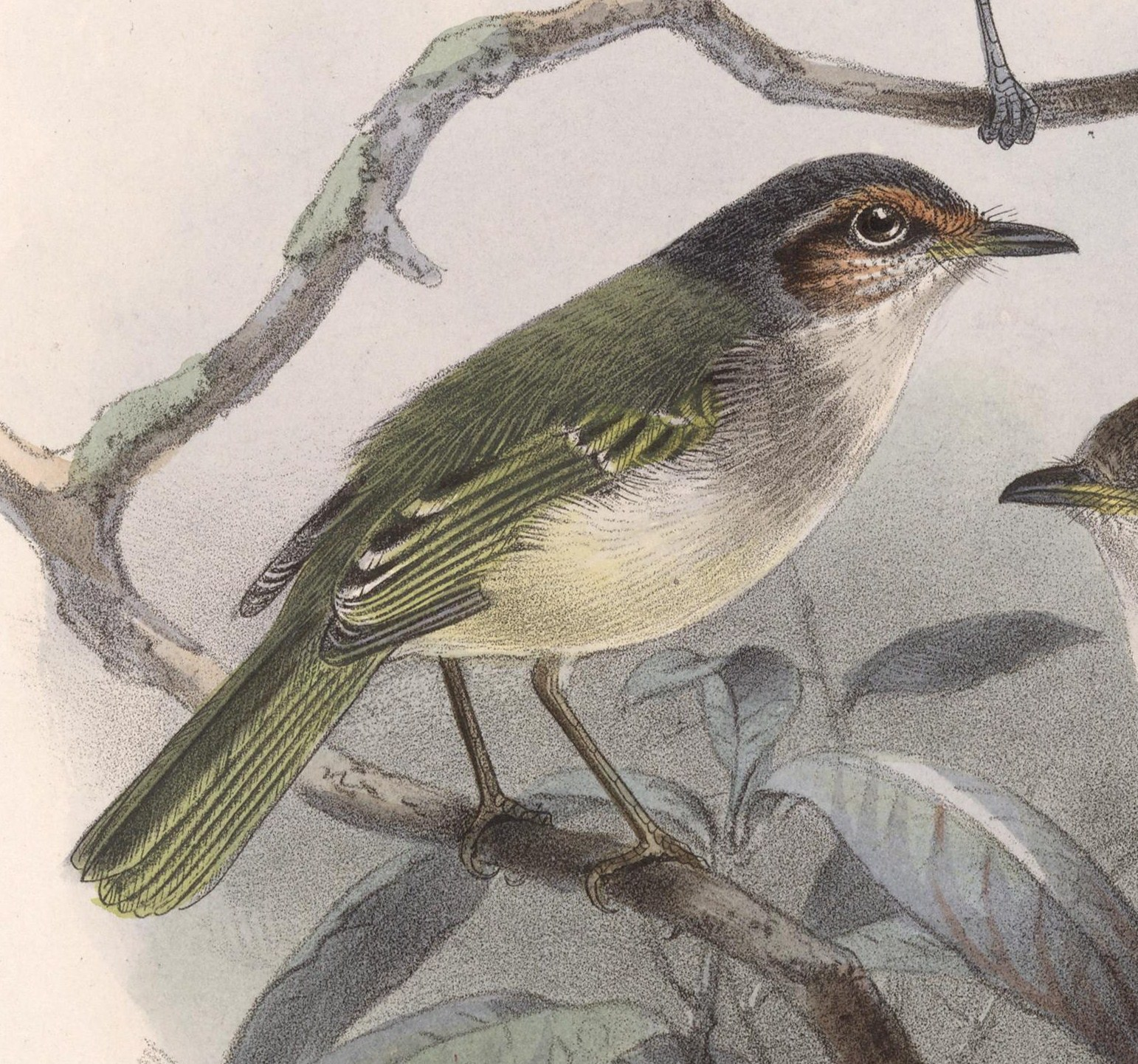
Leptotriccus superciliaris, ilustración de Keulemans en Biologia Centrali-Americana, 1902.

### Descripción original
La especie P. superciliaris fue descrita por primera vez por los zoólogos británicos Philip Lutley Sclater y Osbert Salvin en 1868 bajo el nombre científico Leptotriccus superciliaris; su localidad tipo es: «Chitrá, Veraguas, Panamá».

### Etimología
El nombre genérico masculino «Phylloscartes» se compone de las palabras del griego «phullon» que significa ‘hoja’, y «skairō» que significa ‘saltar, bailar’; y el nombre de la especie «superciliaris» en latín moderno significa ‘de cejas’.

### Taxonomía
La validad de las subespecies ha sido cuestionada.

### Subespecies
Según las clasificaciones del Congreso Ornitológico Internacional (IOC)  y Clements Checklist/eBird v.2021 se reconocen tres subespecies, con su correspondiente distribución geográfica:
- Phylloscartes superciliaris superciliaris (P.L. Sclater & Salvin), 1868 – bosques montanos de Costa Rica y oeste de Panamá.
- Phylloscartes superciliaris palloris (Griscom), 1935 – este de Panamá (Darién) y noroeste de Colombia (Chocó).
- Phylloscartes superciliaris griseocapillus Phelps & Phelps Jr, 1952 – muy localmente en la Serranía del Perijá (frontera Venezuela–Colombia), norte de los Andes colombianos, pendiente oriental en el este (Napo) y sureste de ecuador (Cordillera de Cutucú, Cordillera del Cóndor) y adyacente norte de Perú.